# 조정두
조정두(1987년 2월 12일~)은 대한민국의 패럴림픽 사격 선수로, 그는 군 복무 중이던 2007년 뇌척수막염 진단을 받은 이후 후유증으로 척수 장애인이 되었지만, 방황 끝에 다시 총을 잡아 동호회 선수를 거쳐 2024 파리 패럴림픽의 공기권총 금메달리스트까지 올랐다.

## 경력
조정두는 군 복무 도중인 2007년 뇌척수막염 진단을 받았지만 제 때 치료하지 못한 후유증으로 장애를 얻었다. 이로 인해 국가유공자가 되었지만, 8년 가량을 슈팅 게임에 빠져 보냈다. 하지만 2017년, 우연한 기회에 사격을 접하게 되면서 인생이 바뀌었다. 조정두는 2019년부터 국제 대회에 참가하기 시작했는데, 장애인 사격 세계선수권대회에서 금메달을 따내고 세계 신기록 역시 경신하는 등 세계 장애인 사격의 주목을 받는 선수가 되었다.
2022년과 2023년에 걸쳐 세계선수권과 월드컵에서 포디움에 오르는 등 좋은 성적을 기록한 조정두는 처음으로 출전한 패럴림픽인 2024 파리 패럴림픽에서 P1 10m 공기권총 SH1 종목에 출전, 결선에서 237.4점을 쏘아내며 대한민국의 2024 파리 패럴림픽 첫 금메달을 품에 안았다. 이어 조정두는 P4 혼성 50m 공기권총 SH1에 출전했는데, 결선에서 181점을 기록하며 4위에 올랐다.